# Omar Bertazzo
Omar Bertazzo (Este, 7 de janeiro de 1989) é um ciclista profissional italiano que atualmente corre para a equipa profissional continental o Androni Giocattoli-Venezuela. O seu irmão Liam também é ciclista profissional.

## Palmarés
2013
- 1 etapa da Volta à Áustria

## Equipas
- Androni Giocattoli-Venezuela (2011-2014)
  - Androni Giocattoli (2011)
  - Androni Giocattoli-C.I.P.I. (2011)
  - Androni Giocattoli-Venezuela (2012-2014)